# Asja Klimová
Asja Klimová (rusky Ася Климова; * 16. července 1990 Nižnij Novgorod – 1. března 2022 Kyjev) byla ruská stand-up komička a aktivistka, tragicky zemřela při ostřelování kyjevské televizní věže.

## Životopis
Asja Klimová se narodila v Nižním Novgorodě a má ukrajinské kořeny. Pracovala v kavárně Ziferblat, později začala dělat stand-up comedy a na podzim roku 2021 přestěhovala se do Kyjeva. Pracovala pro analytickou firmu rick.ai jako manažerka spokojenosti zákazníků. 22. února 2022 natočila video, v němž uvedla, že v Kyjevě žije už šest měsíců, mluví rusky a nesetkala se s žádnou negativitou nebo agresí vůči své osobě. Vystoupila proti tomu, že „zločinecká vláda, kterou si nezvolila, vnutila společnosti svou falešnou doktrínu o Ukrajině a rozpoutala krvavou válku“. Video se stalo virálním.
Zemřela 1. března 2022 během bitvy o Kyjev. Pohřešování Klimové nahlásil její bratr 3. března. Podle něj odešla z domu, zamířila směrem ke stanici metra Dorogožiči a od té doby se neozvala. Tělo bylo identifikováno podle jejího tetování 10. března. O jejím úmrtí informoval její kamarád Ivan Mitin.